# Stoewer Arkona

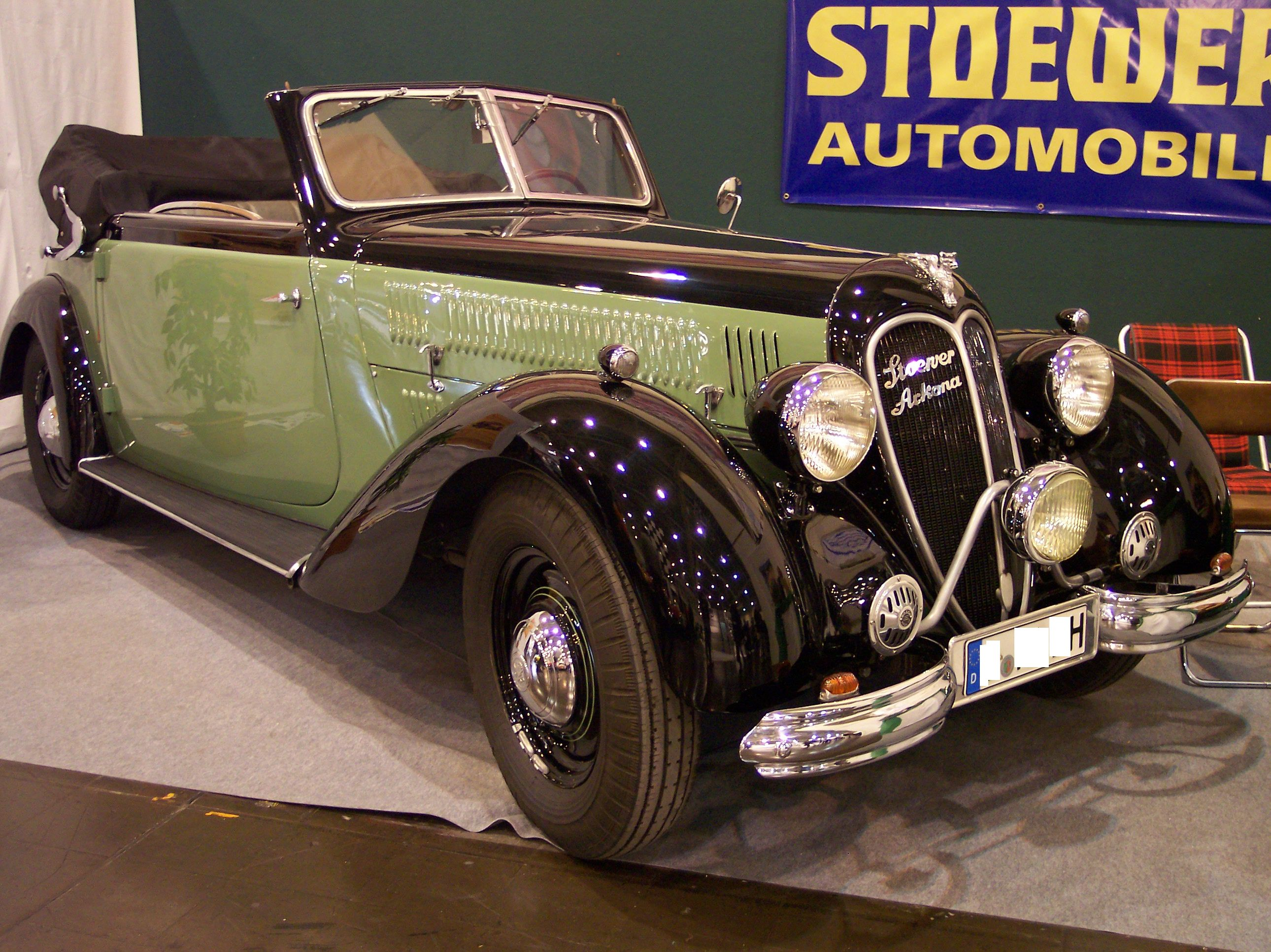
Stoewer Arkona Cabriolet (1939)

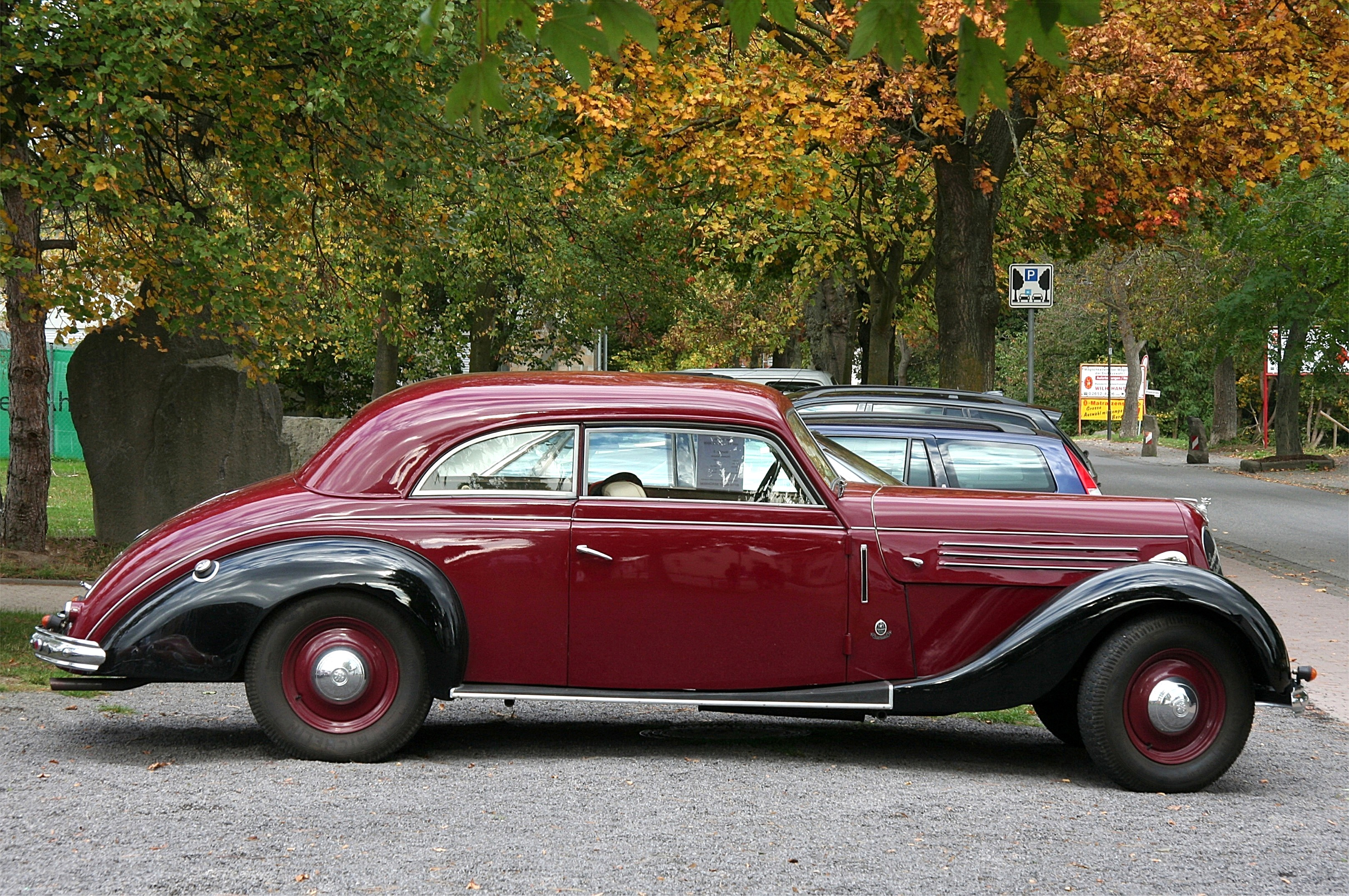
Stoewer Arkona Limousine Baujahr 1940

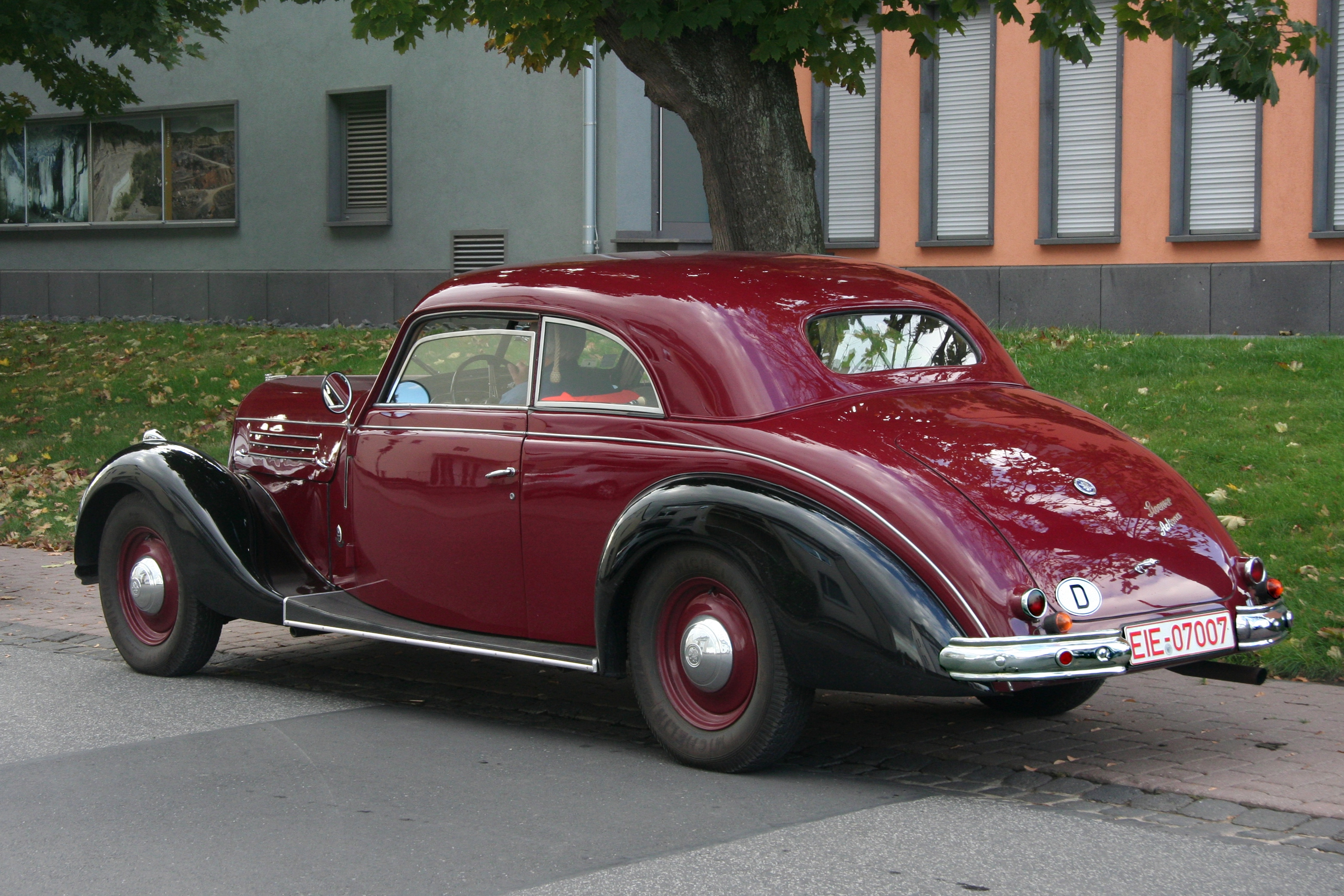
… 2009 in Mendig

Der Stoewer Arkona – benannt nach dem Kap Arkona auf der Insel Rügen – ist ein Pkw der oberen Mittelklasse, den der Automobilhersteller Stoewer 1937 als Nachfolger des Typs Greif V8 herausbrachte. Parallel erschien auch der kleinere Typ Sedina. Die Fahrzeuge hatten – im Gegensatz zu ihren Vorgängern – wieder Hinterradantrieb und Starrachsen.
Das Fahrzeug hatte einen vorn eingebauten 6-Zylinder-OHV-Reihenmotor mit 3,6 Liter Hubraum, der 80 PS entwickelte und über ein 4-Gang-Getriebe die Hinterräder antrieb. Die Vorderräder waren an zwei Querblattfedern aufgehängt, die hintere Starrachse hatte Halbelliptik-Blattfedern. Die Karosserie war noch konservativer gestaltet als die des Greif V8. Es waren zwei Radstände verfügbar.
Bis 1940 entstanden 201 Exemplare. Anschließend wurde die Produktion ziviler Fahrzeuge eingestellt und nur noch der Einheits-Pkw für die Wehrmacht gebaut.

## Technische Daten
| Typ                   | Arkona (kurzer Radstand) | Arkona (langer Radstand) |
| Bauzeitraum           | 1937–1940                | 1937–1940                |
| Aufbauten             | L4, Cb2, R2              | T6, PL4                  |
| Motor                 | 6 Zyl. Reihe 4-Takt      | 6 Zyl. Reihe 4-Takt      |
| Ventile               | hängend (OHV)            | hängend (OHV)            |
| Bohrung × Hub         | 85 mm × 106 mm           | 85 mm × 106 mm           |
| Hubraum               | 3610 cm³                 | 3610 cm³                 |
| Leistung (PS)         | 80                       | 80                       |
| Leistung (kW)         | 59                       | 59                       |
| Verbrauch             | 17 l/100 km              | 18 l/100 km              |
| Höchstgeschwindigkeit | 140 km/h                 | 120 km/h                 |
| Leergewicht           | 1540–1710 kg             | 1760 kg                  |
| Zul. Gesamtgewicht    | 2040–2210 kg             | 2295 kg                  |
| Elektrik              | 12 Volt                  | 12 Volt                  |
| Länge                 | 4900 mm                  | 5100 mm                  |
| Breite                | 1760 mm                  | 1760 mm                  |
| Höhe                  | 1750 mm                  | 1750 mm                  |
| Radstand              | 3150 mm                  | 3350 mm                  |
| Spur vorne/hinten     | 1440 mm/1440 mm          | 1440 mm/1440 mm          |
| Wendekreis            |                          |                          |

- T6 = 6-sitziger Tourenwagen
- L4 = 4-türige Limousine
- PL4 = 4-türige Pullman-Limousine
- Cb2 = 2-türiges Cabriolet
- R2 = 2-türiger Roadster